# Schistochila fuegiana
Schistochila fuegiana là một loài rêu trong họ Schistochilaceae. Loài này được Hässel de Menéndez mô tả khoa học đầu tiên năm 1975.